# Johann Grueber
Johann Grueber (28. října 1623, Linec – 30. září 1680, Sárospatak, Maďarsko) byl rakouský jezuitský misionář, cestovatel a astronom v Číně.
Do jezuitského řádu vstoupil v roce 1641. V roce 1656 odjel do čínského Pekingu, kde vyučoval matematiku a byl asistentem Johanna Adama Schalla von Bella. V letech 1661–1662 podnikl se svým belgickým kolegou Albertem d'Orvillem cestu do tibetské Lhasy. Oba tak patří k jedněm z prvních Evropanů, kterým se podařilo Lhasy dosáhnout. Jejich cesta však není blíže zaznamenána, je možné, že Grueber po návratu z Tibetu pracoval na cestopise, ten však dosud nebyl nalezen.